# Mubarak Wakaso
Mubarak Wakaso (Tamale, 25 luglio 1990) è un calciatore ghanese, centrocampista svincolato.
Ha anche un fratello minore, Alhassan, anch'egli calciatore.

## Carriera

### Le giovanili e l'approdo all'Elche

#### Stagione 2008-2009
Dopo aver effettuato i settori giovanili prima nell'Adelaide e successivamente nell'Ashanti Gold, nell'estate del 2008 passa a far parte delle file dell'Elche CF, squadra spagnola. Esordisce con la sua prima squadra professionistica il 31 agosto, nel match di campionato contro l'SD Eibar, dove i suoi vengono sconfitti in casa 1-0. Conclude la stagione collezionando 16 presenze in campionato.

#### Stagione 2009-2010
Nella stagione successiva viene riconfermato in prima squadra, ed esordisce in campionato il 10 ottobre, nella vittoria interna per 3-2 nei confronti del Recreativo Huelva. Conclude la sua seconda stagione all'Elche collezionando 26 presenze in campionato.

### L'iniziale riconferma e il passaggio al Villarreal

#### Stagione 2010-2011
L'anno successivo, viste le buone prestazioni del Ghanese, la società decide di riconfermarlo per la terza stagione consecutiva. Il 28 agosto esordisce in campionato, nella vittoria interna per 1-0 nei confronti del Recreativo Huelva (match deciso da una rete di Álex Quillo). Il 1º settembre fa il suo esordio assoluto in Copa del Rey, match che i suoi vinceranno per 4-1 nei confronti del CD Teneriffa: entrerà anche a far parte del tabellino dei marcatori, realizzando perciò il suo primo gol da professionista. Il 23 ottobre realizza anche la sua prima rete in campionato, nel match vinto 2-0 in casa contro l'SD Ponferradina. Nel mercato di gennaio, però, la società decide, col consenso del calciatore, di cedere il Ghanese al Villarreal. Esordisce così con la maglia del "Sottomarino Giallo" il 27 febbraio, in campionato, nel pareggio per 2-2 in casa del Racing Santander. Il 10 marzo fa il suo debutto assoluto nelle competizioni europee, nel match di Europa League vinto 3-2 in Germania, in casa del Bayer 04 Leverkusen (per gli spagnoli in gol Giuseppe Rossi e due volte Nilmar). Conclude la stagione collezionando 32 presenze in campionato,2 nelle coppe nazionali e 4 nelle coppe europee, e realizzando 2 reti in campionato e 1 nelle coppe nazionali, per un totale di 38 presenze e 3 reti in stagione.

### Nazionale
Fa parte della Nazionale di calcio del Ghana con la quale ha collezionato 2 presenze condite da un gol. Il 13 dicembre 2012 viene convocato dal ct James Kwesi Appiah per la Coppa delle nazioni africane 2013 che si terrà in Sudafrica dal 19 gennaio al 10 febbraio 2013.
Il 2 febbraio 2013, con una doppietta contro la nazionale di Capo Verde, porta la sua nazionale alla semifinale della Coppa delle nazioni africane. Con altri due gol, realizzati al Mali e al Burkina Faso, diventa capocannoniere della competizione a pari merito con il nigeriano Emenike (entrambi a 4 gol).

## Palmarès

### Club
- Campionato scozzese: 1

Celtic: 2014-2015
- Coppa di Lega scozzese: 1

Celtic: 2014-2015
- Campionato cinese: 1

Jiangsu Suning: 2020

### Individuale
- Capocannoniere della Coppa d'Africa: 1

Sudafrica 2013